# Ontario (Califòrnia)
Ontario és una població dels Estats Units a l'estat de Califòrnia. Segons el cens del 2000 tenia 170.373 habitants.

## Demografia
Segons el cens del 2000, Ontario tenia 158.007 habitants, 43.525 habitatges, i 34.689 famílies. La densitat de població era de 1.225,5 habitants/km².
Dels 43.525 habitatges en un 49,4% hi vivien nens de menys de 18 anys, en un 56,9% hi vivien parelles casades, en un 15,5% dones solteres, i en un 20,3% no eren unitats familiars. En el 15,1% dels habitatges hi vivien persones soles el 4,6% de les quals corresponia a persones de 65 anys o més que vivien soles. El nombre mitjà de persones vivint en cada habitatge era de 3,6 i el nombre mitjà de persones que vivien en cada família era de 3,96.
Per edats la població es repartia de la següent manera: un 34,4% tenia menys de 18 anys, un 11,2% entre 18 i 24, un 32,4% entre 25 i 44, un 16,1% de 45 a 60 i un 5,9% 65 anys o més.
L'edat mediana era de 28 anys. Per cada 100 dones de 18 o més anys hi havia 98,7 homes.
La renda mediana per habitatge era de 42.452 $ i la renda mediana per família de 44.031 $. Els homes tenien una renda mediana de 31.664 $ mentre que les dones 26.069 $. La renda per capita de la població era de 14.244 $. Entorn del 12,2% de les famílies estaven per davall del llindar de pobresa.

## Poblacions més properes
El següent diagrama mostra les poblacions més properes.